# Завод суперфосфату в Порт-Лінкольні
Завод суперфосфату в Порт-Лінкольні – колишнє підприємство хімічної промисловості, що діяло в штаті Південна Австралія на південному завершенні півострова Ейр.
Проект реалізувала компанія Cresco Fertilizers, яка вже мала суперфосфатні заводи у Біркенгеді та Валлару. Станом на осінь 1926-го завод у Порт-Лінкольні був майже завершений і невдовзі почав випуск продукції.
Технологічний процес виробництва суперфосфату передбачав обробку фосфоритів сульфатною кислотою, при цьому останню продукували на самому майданчику з сірки, яку доправляли з Техасу.
Cresco Fertilisers змогла швидко зайняти друге місце серед виробників Південної Австралії та випередити за обсягами продажів компанію Adelaide Chemical and Fertiliser Company, що мала суперфосфатні заводи в Торренсвіллі та Порт-Аделаїді (лідером же залишалась Wallaroo-Mount Lyell Fertilisers з її заводами у Валлару та Біркенгеді).
В 1957 році у Порт-Лінкольні облаштували термінал для прийому сульфатної кислоти, що в підсумку отримав три резервуари загальною ємністю 1200 тонн. Поставки здійснювались морським шляхом з металургійного комплексу в Порт-Пірі та цинкоплавильного заводу в Гобарті. А у 1966-му в самому Порт-Лінкольні запустили нове виробництво сульфатної кислоти.
Відносно обсягів виробництва відомо, що в 1950 – 1951 фінансовому році завод випустив 61 тисячу тонн суперфосфату, а в 1973-му цей показник становив вже 167 тисяч тонн і продовжив зростати наступного року. В 1975-му завод зупиняли на сім місяців для чергової модернізації.
На початку 1970-х Cresco Fertilizers була поглинена компанію Adelaide & Wallaroo Fertilizers Limited, яка виникла незадовго до того шляхом об’єднання згаданих вище Wallaroo-Mount Lyell Fertilisers та Adelaide Chemical and Fertiliser. Таким чином, всі суперфосфатні заводи Південної Австралії опинились в одних руках, що надало змогу оптимізувати розміщення виробництва. При цьому відомо, що станом на 1984 рік майданчик в Порт-Лінкольні продовжував забезпечувати фермерів півострова Ейр добривами і мав серед асортименту суміш суперфосфату із потрійним суперфосфатом, що надходив від зовнішніх постачальників.
В 1988-му Adelaide & Wallaroo Fertilizers Limited перетворили на Top Australia Limited, яка в 1990-му була придбана Phosphate Co-operative Company of Australia. В 1994-му остання була переменована на Pivot Limited, а у 2003-му об’єдналась з Incitec Fertilizer в компанію Incitec Pivot (у якій власникам Pivot дісталось 30% участі). Відомо, що станом на другу половину 2010-х Incitec Pivot використовувала майданчик у Порт-Лінкольні для виготовлення та дистрибуції сумішей добрив, так, в 2018-му вона ввела в дію нову змішувальну установку, яка збільшила пропускну здатність з 70 до 200 тонн на годину.